# エボシドリ

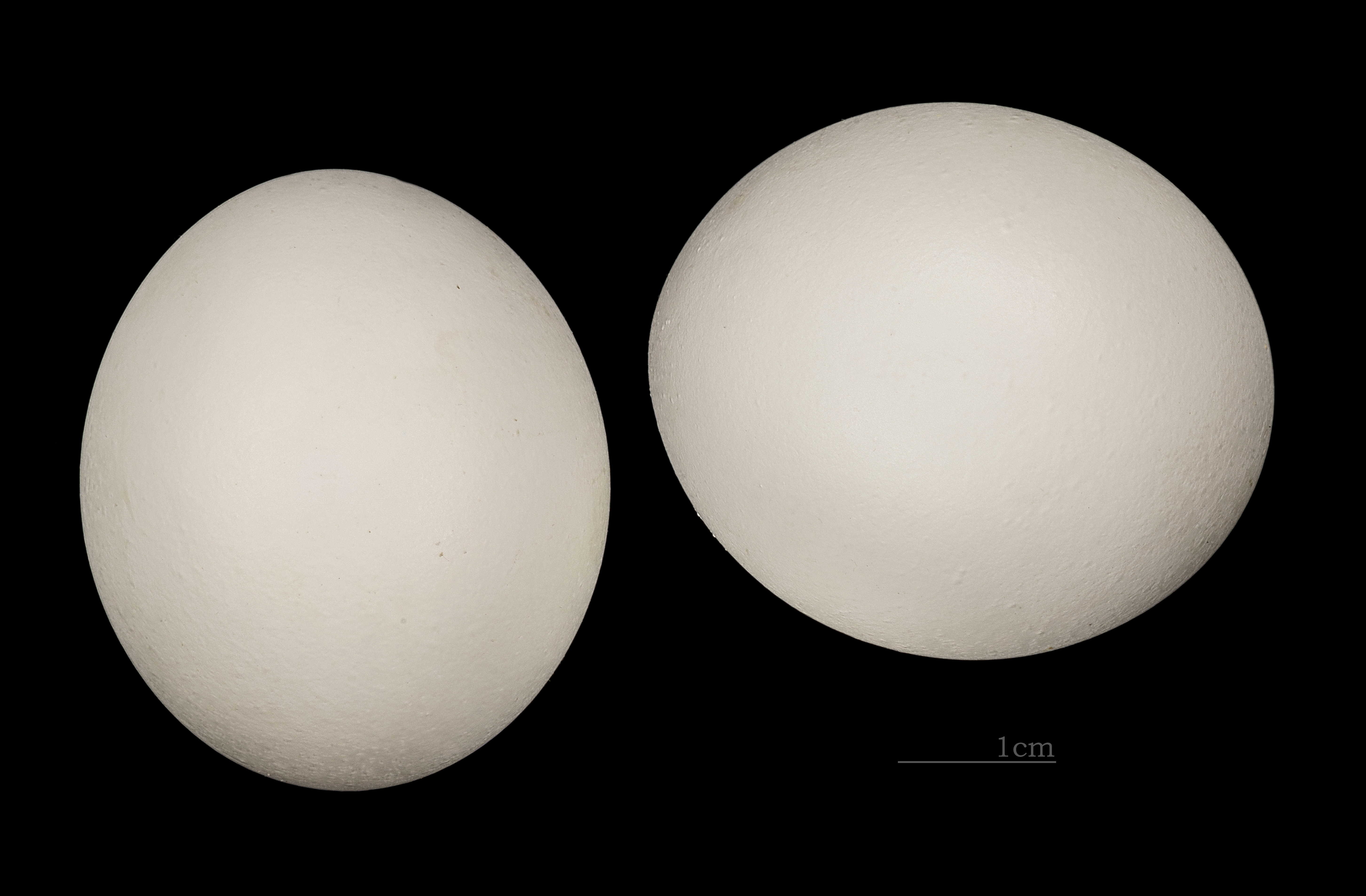
Tauraco corythaix

エボシドリ（学名：Tauraco corythaix）は、エボシドリ目エボシドリ科に分類される鳥類の一種。

## 形態
全長40〜42cm。
全体的に美しい光沢があり、頭の羽は烏帽子をかぶったような形状をしている。
羽毛の赤色はツラシン、緑色はツラコバシンという銅を含む色素に由来する。

## 生態
アフリカ南部の密林に生息し、おもに果物や虫を食べる。
小枝で作られる巣に二個の白い卵を産む。